# Робърт Сауди
Робърт Сауди (също: Робърт Съди, на английски: Robert Southey, 12 август 1774 година – 21 март 1843 година) е английски поет от епохата на романтизма, принадлежащ към известната школа на така наречените „ранни английски романтици“, или още – „Езерни поети“, поет лауреат в продължение на тридесет години – от 1813 година до смъртта си през 1843 година. Въпреки че в продължение на дълги години славата му е засенчвана от неговите съвременници и приятели Уилям Уърдсуърт и Самюъл Тейлър Колридж, стиховете на Сауди все още се радват на известна популярност сред почитателите на лириката на романтизма. Съществуват известни спорове относно произношението на фамилното име на поета – Сауди или Съди. Проблемът се състои в това, че и в родната му Англия името му позволява произношение от двата типа – Southey /ˈsaʊði// Suthy /ˈsʌði/. Що се отнася до българското произношение, литературните критици също не са единодушни в преценката си.
Освен като представител на романтическата школа, поетът е известен и със своята литературоведска, историческа и биографска дейност, както и със заниманията си в областта на есеистиката. Пише биографии за живота и трудовете на Джон Бъниан (John Bunyan), Джон Уесли (John Wesley), Уилям Купър (William Cowper), Оливър Кромуел (Oliver Cromwell) и Хорацио Нелсън (Horatio Nelson), като биографията на Хорацио Нелсън непрекъснато се преиздава от излизането си през 1813 година и е основа на сценария на британския филм Нелсън, излязъл на екран през 1926 година. Известен е и с познанията си по португалска и испанска литература и история, превежда голямо количество творби от испански и португалски на английски, пише „История на Бразилия“ (част от планирана „История на Португалия“, която така и не завършва) и „История на Полуостровната война“. Може би неговият най-запомнящ се принос към литературната история е детската класическа и добре позната на всички „Приказка за Трите мечки“, която е публикувана за първи път в негов сборник с проза, озаглавен „Докторът“. Това е първоначалната версия на известната по цял свят приказка за Златокоска.

## Биография
Робърт Сауди е роден на 12 август 1774 година в Бристъл, Англия в семейството на Робърт Сауди (производител на ленено сукно) и Маргарет Хил. Прекарва по-голямата част от детството си в градчето Бат при леля си. Годините му на обучение преминават в Уестминстър Колидж, Лондон (откъдето бил изключен заради статията си в известно английско списание “The Flagellant“ – 1792, осъждаща линчуването) и Бейлиъл Колидж, Оксфорд. Сауди по-късно в свои спомени споделя за годините, прекарани в Оксфорд: „Всичко, което научих беше малко плуване... и малко гребане.“
Известно е, че поетите от „Езерната школа“, а именно – Уърдсуърт, Колридж и Сауди, не само споделят общи възгледи и естетически принципи за литературата и създаването на поезия, но и често творят и работят заедно върху едно произведение. Класически пример за подобно колективно творчество е сборникът „Лирически балади“, дело на двамата приятели Уърдсуърд и Колридж. По същия начин се ражда и трагедията „Падането на Робеспиер“ (The Fall of Robespierre) – 1794 г., съвместна работа на Сауди и Колридж. Същата година излиза на бял свят и първата му стихосбирка – „Стихотворения“. Отново през тази година Сауди заедно с още няколко видни поети на времето си обсъжда създаването на идеалистично общество в Северна Америка, което да се основава на идеите на пантисократията – Пантисократическа академия.
„Техните искания ще бъдат прости и естествени; те няма нужда да понасят мъките като роби на лукса; където на притежанията се гледа като на общи, всеки ще работи за всички; в техните къщи ще намират място на-добрите книги; литературата и науката, окъпани отново в животворните потоци на живот и природа, не биха довели до нищо друго освен да ги издигнат преродени и пречистени. Всеки млад мъж ще вземе за себе си блага и хубава жена за своя съпруга; нейната задача ще е да приготвя тяхната чиста храна и да се грижи за тяхната смела и хубава раса.“
По-късно решават да променят мястото на осъществяване на проекта, като се спират на Уелс, но впоследствие Сауди се отказва от идеята и се оттегля, като смята, че е неприложима.
Робърт Сауди се жени за Едит Фрикър в църквата „Св. Мари Редклиф“, Бристъл на 14 ноември 1795 година. Тя е сестра на Сара Фрикър, съпруга на Самюъл Колридж. Семейство Сауди избира за свой дом Грета Хол, недалече от град Кезуик в Езерната област (откъдето произтича и наименованието на тримата поети – „езерни поети“). Самюъл Колридж и Уилиам Уърдсуърд също прекарват голяма част от живота си там). В Грета Хол по-късно живее и Сара Колридж (подпомагана от Сауди) с трите си деца, след като Самюъл Колридж ги изоставя, както и вдовицата на поета Робърт Ловъл и нейният син.
През 1808 г. Сауди среща Уолтър Савидж Ландър, на чиято работа той открито се възхищава и стават близки приятели. Същата година пише „Писма от Англия“ (Letters from England) под псевдонима Дон Мануел Алварез Есприела – разказ за пътешествие от гледната точка на един чужденец. Смята се, че това произведение представя най-точната картина за английския начин на живот в началото на 19 век.
През 1809 година получава званието „поет лауреат“ – poeta laureatis, след като Уолтър Скот отказва титлата. Много литературни критици изразяват учудването си от факта, че най-недаровитият от тримата езерни поети бива увенчан с лавровия венец. Известно е и неодобрението на Джордж Гордън Байрон, който нямал особено добро мнение относно литературната дейност на тримата ранни романтици. Но ако неприязънта му към Уърдсуърт и Колридж впоследствие се смекчава, то отношението му към Сауди цял живот остава пренебрежително и наситено с множество критики относно творческата компетентност на младия езерен поет. Известен с омразата си към всякакви институции, младият лорд включва редица нападки спрямо титлата на Сауди в „Посвещение“ (писано през 1811 година и отпечатано след смъртта на Байрон през 1833 г.), с което започва знаменитата негова поема „Дон Жуан“. Друг източник на силна и неприкрита враждебност между двамата мъже може да бъде проследен чак до твърдението на Байрон, че Сауди е разпространил слухове за него и вече известния и всепризнат Пърси Шели, че са в „лигата на кръвосмешението“, отнасящи се за времето, в което двамата поети и добри приятели прекарали във вила Диодати на Женевското езеро през 1816 г. – изказване, което Сауди упорито отхвърля.
През 1819 година чрез общ приятел (Джон Рикман), Сауди среща водещия строителен инженер Томас Телфорд и завързва с него близко приятелство. От средата на август до 1 октомври 1819 година Сауди придружава Телфорд на обширна обиколка на неговите инженерни проекти в Северна Шотландия, водейки дневник, в който старателно записва наблюденията си. Дневникът е публикуван през 1929 г. под името „Дневник на пътешествия в Шотландия през 1819 година“ (Journal of a Tour in Scotland in 1819). Сприятелява се и с холандския поет Вилем Билдердейк (Willem Bilderdijk), когото срещнал два пъти, през 1824 година и 1826 г. в дома на Билдердейк в Лайден.
През 1837 година Сауди получава писмо от Шарлот Бронте, търсеща съвети за някои от своите поеми, на което поетът отговаря. Въпреки че дава положителна оценка на таланта ѝ, Сауди я съветва да не се занимава с професионално писане, тъй като това е крайно неподходящо за една дама – „Литературата не може да е професия в живота на една жена“. Години по-късно младата авторка споделя със свой приятел, че писмото е било „любезно и хвалещо; малко остро, но беше добро за мен.“
През 1838 г. жена му – Едит, умира и Сауди се жени повторно на 4 юни 1839 г. за Каролайн Ан Боулс, която също като него е поетеса. Умът на Сауди вече поддава когато той пише последно писмо до приятеля си Ландор през 1839 г. Той продължава да споменава името му дори когато вече е напълно неспособен да назове никой друг. 21 март 1843 г. е датата на кончината на поета – погребан е в двора на църквата Кростуайт, Кезуик, където е почитан в продължение на четиридесет години. Там се намира и неговият мемориал с епитафия, написана от дългогодишния му приятел и съмишленик – Уилям Уърдсуърт.
Интересна подробност от живота на поета е неговото участие (както и това на Самюъл Колридж) в ранни експерименти с азотен оксид (райски газ), проведени от корнуолския учен Хъмфри Дейви.

## Политика
Въпреки че отначало е радикален поддръжник на Френската революция, Сауди следва пътя на своите приятели поети романтици – Уърдсуърт и Колридж, към консерватизъм. Лансиран от политическата партия на торите за поет лауреат и получател на годишна заплата от 1807 г., той силно подкрепя управлението на лорд Ливърпул. Говори против парламентарната реформа („пътя към разруха с дявола за водач“), сурово осъжда избиването на хора от така наречената „революционна паплач“, убити и ранени от правителствената войска по време на бунта на тълпата, която изисква реформа на парламентарното правителство – т.нар. „клането Питърлу“, противник е на католическата еманципация. През 1817 г. тайно предлага наказателно транспортиране на обвинените в „клевета“ или „размирици“. Има на ум лица като Томас Джонатан Уолър и Уилям Хоун, спрямо които Сауди призовава да бъде започнато съдебно разследване. Подобни поети са виновни – пише той в „Kуотърли Ривю“ (периодично издание) – за „разпалване на бурния нрав на производителя и нарушаване на спокойното съдружие на селянина с институции, с които той и предците му са живели в мир.“ Уолър и Хоун са оправдани, но заплахите принуждават друга мишена, Уилиам Коббът, временно да емигрира в САЩ.
В някои отношения романтикът изпреварва времето си във връзка с вижданията си за социалната реформа. Например той е един от ранните критици на злините, които новата индустриална система е довела в Британия в началото на 19 век. Ужасен от условията на живот в градове като Бирмингам и Манчестър и по-специално от наемането на работа на деца по фабрики, той открито критикува социалната действителност. Симпатизант е на навлизащите социални планове на Робърт Оуен. Смята, че държавата трябва да наблегне на обществената заетост, за да избегне нарастващата безработица и призовава към всеобщо образование.
Вземайки предвид дистанцирането му от радикализма и неговите опити да подведе под разследване свои бивши съмишленици, не е изненада, че по-малко успешните съвременници на Сауди запазили вярванията и убежденията си, го обвиняват като човек, склонен да се продаде за пари и уважение.
През 1817 г. излиза подмолна публикация, отнасяща се до неговата пиеса, „Уот Тайлър“ (“Wat Tyler“), написана през 1794 г., когато романтикът е на върха на своя радикален период. Това е провокация от страна негови врагове и в опит да бъде засрамен поета лауреат се подчертава неговото вероотстъпничество от първоначалните му идеи като поет до поддръжник на партията Тори. Един от най-свирепите му критици е Уилям Хазлит – английски философ и критик. В книгата си “The Spirit of the Age: Or, Contemporary Portraits“ (сборник с портрети, осмиващи видни английски личности – главно поети и политици) той пише за Сауди следното: „Той ухажваше Свободата като влюбен юноша, но тя му бе повече любовница, отколкото годеница; от тогава той се ожени за по-възрастната и не много уважавана дама, наречена „Законност“. Поетът като цяло игнорира своите критици, но е принуден да се защити, когато Уилям Смит, член на Парламента, се изправя в Камарата на общините на 14 март, за да го атакува. В желанието си да отвърне Сауди пише отворено писмо до парламента, в което обяснява, че винаги се е стремял към намаляване на човешкото страдание и подобряване на условията за живот за всички ниски класи и че е променил вижданията си само що се отнася до „мерките, с които подобно подобрение може да бъде постигнато“. Както той казва, научавайки се да разбира институциите в държавата си, се е научил „да ги цени правилно, да ги обича, почита и защитава“.

## Критика върху творчеството на Робърт Сауди
Творбите на английския поет не се радват на особена популярност сред българските литературните среди. Много малко критици отделят време върху превеждане на неговата поезия, както и върху критически изследвания, свързани с неговата поетика и индивидуален творчески почерк. Разполагаме с пълен превод на български език на две негови творби – „Битката при Бленхайм“ (поема в превод на Цветан Стоянов) и „Възмездие на епископа“ (балада в превод на Невена Стефанова).
- „Битката при Бленхайм“ – „The battle of Blenheim“ (1798 година). Поема, съставена от 66 стиха. Смята се, че тази балада е послужила за образец на рамката на Лермонтовото стихотворение „Бородино“[4]. Текстът е изграден на основата теза – антитеза. Войната е видяна като проекция на героизма, на непреходното, на славата (нейното зловещо наследство – черепът, става причина за възраждането на спомена за славната битка и за неумиращото достойнство. В поемата е застъпена идеята за парадоксалното във воденето на войната: незнанието за смисъла и позлата от нея и едновременно с това възхвалата и гордостта, с която бива възприемана. Това се превръща в алегорично възхваляване на нещо, от което изходът е единствено загуба, чийто символ е черепът, останал като завещание за поколенията. Типично романтическата фигура на детето е носителят на пацифисткото, на проглеждането, на осъзнаването. Старецът е прославата на битката, но той е невиждащ („почиваше с притворени очи“). Самият той не обяснява в какво се изразява това „величие“, но референтът в последните стихове на строфата утвърждава позицията му – „било е тук велик и славен бой“. Излишеството на войната е в самото ѝ съществуване. В текста е отхвърлено достойнството, което някои виждат в нея. Тук тя пречупена през детския поглед, който е успял да прозре истината. В поемата присъстват елементи на „гробищната поезия“ – мотивът за смъртта и тленното – ... „покрили трупове цялата земя и се разлагали от топлината...“. Издигането в култ на отминалите славни времена е романтическа ретроспекция, но тук тя е отхвърлена. На нейно място се появява утопията на въображението на децата – въображение като илюстриране на друга реалност, която не трябва да съществува "миналото зло“.

- „Възмездие на епископа“[5] – „God's Judgment on a Wicked Bishop“. Баладата съхранява традицията на средновековния английски лирически текст – основна черта на романтическата поетика е възкресяване на средновековното. Състои се от 19 строфи – 16 четиристишни, 2 петстишни и 1 шестстишна, общо съставящи 80 стиха. Има съмнения, че е преработка на популярна фолклорна творба. Началото на текста въвежда в романтическата обстановка на мрачната действителност – „Лято и есен преминаха в дъжд...“ Отново е разгърнат мотив от „гробищната поезия“ – връщането на ренесансовото тленна и телесно, разграждането на плътта. Природните описания са натоварени с функцията на изгниващото, загиващото – „всичко мухляса – и жито, и ръж“. Типично романтическото е представено през призмата на завръщането към готическите образи и пространства – „...после прибра се в своите палати...“, „страшни халки, хладен каменен под“, „тежка ключалка, надвиснал чер свод“. Природните описания и външните човешки белези, граничещи с крайното, гротескното и деформираното, съпътстват целия текст – „бледи и немощни“, „кожа и кости“. Готическият персонаж на злодея, навлязъл в романтическата литература, е образът на епископ Хатън – възмездието постига епископа заради неговото прегрешение спрямо хората – през гладната година той допуска бедняците в своите богати хамбари, а след това ги подпалва. Грозната сцена на смъртта му е видяна като наказание (и в други романтически творби злодеят е обречен да умре – Клод Фроло от „Парижката Света Богородица“). Образът на „езерното“ в баладата е описанието на движението на реката – „Бият вълните скалата корава,/ Кулата там сред вода се възправя“. Приближаването на опасността е видяно като природно бедствие – „сякаш градушка от мишки вали“. Престъплението на епископа е осъдено още по-остро от поета заради длъжностната му характеристика. Може би по някакъв начин Сауди цели да осмее духовенството на съвремието си. Финалът на творбата отново пресъздава мотива за човешката телесна смърт и гротескния ѝ изглед – „В камъка нокти и зъби наострят, жадно се впиват в самите му кости/ късче по късче гризат му месата“ – наказанието се осъществява чрез природата.

- „Родерик, последният гот“ – „Roderick, the last of the Goths“ (1814 година) – героическа поема, издадена в два тома, смятана от Робърт Сауди за негов шедьовър. Поемата няма превод на български език. Сюжетът се развива около събития, свързани с испанската Реконкиста, а в образа на главния герой (последния гот) са заложени черти на легендарния испански национален герой Родриго Диас де Бивар – Сид.

Други произведения
- The Fall of Robespierre (1794) – „Падането на Робеспиер“
- Joan of Arc: An Epic Poem (1796) – „Жана д'Арк“
- Poems (1797 – 99) – „Поеми“
- Letters from Spain (1797) – „Писма от Испания“
- Thalaba the Destroyer (1801) – „Талаба разрушителя“
- Madoc (1805) – „Мадок“
- The Curse of Kehama (1810) – „Проклятието на Кехама“
- The Life of Nelson (1813) – „Животът на Нелсън“
- A vision ot Judgment (1821) – „Видението на Страшния съд“
- The book of the church (1824) – „Книга за църквата“
- Sir Thomas More (1829) – „Сър Томас Мор“
- Essays moral and political (1832) – „Морални и политически есета“
- Lives of british admirals (1833) – „Животът на британските адмирали“

Като изявен писател и коментатор, Сауди въвежда и популяризира множество думи в английския език. Терминът „автобиография“ например е използван от Сауди за пръв път със сегашното си значение през 1809 година в Куотърли ривю, в което той предвижда „масовата лудост за автобиография“, която наистина продължава и до днес.